# 11月17日
11月17日是阳历一年中的第321天（闰年第322天），离全年的结束还有44天。

## 大事记

### 19世纪以前
- 887年：東法蘭克王國国王胖子查理在法兰克福的集会上被推翻，由其侄子阿努尔夫继任。
- 1183年：水島之戰中，源義仲率领的军队被平氏守军击败。
- 1292年：在英格蘭國王愛德華一世仲裁下，由約翰·巴里奧接替已故的挪威女孩玛格丽特成為蘇格蘭國王。
- 1511年：康布雷同盟戰爭中，英王亨利八世与阿拉贡国王费尔南多二世签订反法同盟。
- 1558年：伊麗莎白一世接替已故的瑪麗一世而成為英格蘭國王和愛爾蘭國王，開啟伊麗莎白時代。
- 1659年：法国与西班牙签订比利牛斯条约。
- 1727年：隆科多以大罪五十永远禁锢。
- 1800年：美国国会进行首次集会。

### 19世紀
- 1831年：厄瓜多尔与委內瑞拉从大哥倫比亞共和國独立。
- 1843年：根据《南京条约》，上海开埠。
- 1858年：国际天文学联合会定义的简化儒略日的起点。
- 1858年：现科羅拉多州首府丹佛建立。
- 1869年：位於埃及西奈半島西側、連結地中海與紅海的蘇伊士運河通航，縮短歐洲至亞洲的水運航程。
- 1894年：美國連環殺手亨利·霍華德·福爾摩斯在波士頓殺了至少九個人後被捕，是最早的現代連環殺手之一。

### 20世紀
- 1903年：俄国社会民主工党分裂为布尔什维克（多数派）与孟什维克（少数派）。
- 1905年：乙巳條約签署，大日本帝国得以掌控朝鲜王朝的外交权。
- 1927年：廣州张发奎部黄琪翔会同李福林发动政变，廣州張黃事變爆发。
- 1937年：中国抗日战争：随着日军步步逼近南京，国民政府迁至武汉。
- 1938年：德国天文学家卡尔·威廉·雷睦斯发现小行星3008。
- 1940年：中国抗日战争：华中新四军八路军总指挥部在江苏海安成立。
- 1947年：美国科学家约翰·巴丁与沃尔特·布拉顿发明晶体管。
- 1950年：在達扎·阿旺松繞圖多旦巴傑增辭職後，藏傳佛教領導人第十四世達賴喇嘛丹增嘉措開始統治藏區。
- 1950年：聯合國安理會第89號決議通过，要求埃及与以色列遣返巴勒斯坦难民。
- 1957年：郑凤荣于北京一1.77米的成绩打破女子跳高世界记录。
- 1962年：华盛顿杜勒斯国际机场开放。
- 1969年：美國和苏联代表在芬兰赫尔辛基开始第一阶段的战略武器限制谈判。
- 1970年：美國發明家道格拉斯·恩格爾巴特獲得其所發明的世界上第一個電腦滑鼠專利。
- 1970年：苏联发射成功的世界上第一辆成功运行的遥控月球车月球车1号在月球上着陆。
- 1973年：反对军政府的雅典理工学院起义被强势镇压。
- 1978年：香港至廣州飛翔船服務通航。
- 1983年：萨帕塔民族解放运动在墨西哥成立。
- 1989年：香港、美國兩地警方破獲歷來最大毒品案。[來源請求]
- 1989年：捷克斯洛伐克警察於布拉格攻擊驅散示威學生，引發天鵝絨革命，從而結束捷克斯洛伐克共產黨的一黨專政。
- 1989年：華特迪士尼影業在戲院上映《小美人魚》，開始迪士尼文藝復興。
- 1993年：莫斯科列宁博物馆关闭。[來源請求]
- 1993年：美国众议院通过建立北美自由贸易协议的决议。
- 1993年：尼日利亚军事领袖薩尼·阿巴查发动政变，成为独裁者。
- 1997年：一群恐怖分子在盧克索用衝鋒槍屠殺遊客，這次屠殺共有69人死亡。
- 1998年：上海宝钢集团成立。
- 2000年：秘鲁总统阿尔韦托·藤森辞职。

### 21世紀
- 2005年：中華民國財政部宣佈臺灣銀行與中央信託局兩家銀行採取以「吸收合併」的方式整合，合併後以臺銀為存續銀行，換股比例為2:1方式換取臺銀股票。
- 2009年：俄裔美國籍作家弗拉基米爾·納博可夫遺作《勞拉的原型》出版，納博可夫生前擔心作品不夠完美而要求銷毀。
- 2009年：東安格里亞大學氣候研究中心的管理員發現他們的伺服器遭到駭客入侵，數以千計的電子郵件和氣候變遷檔案被盜。
- 2010年：歐洲核子研究組織反質子減速器小組成功捕獲反氫， 並測量測量了結構和其他重要特性，成為人類首次成功捕獲反物質原子。
- 2012年：埃及发生火车校车相撞事故，导致47人死亡。
- 2013年：韃靼斯坦航空363號班機於莫斯科時間19:20嘗試降落喀山國際機場時墜毀，機上44名乘客與6名機員全部罹難[1]。
- 2018年：應澳大利亞原住民長老（英语：Australian Aboriginal elder）要求，澳洲國立大學將蒙哥湖遺骨埋葬回其位於澳大利亞新南威爾士州威兰德拉湖区蒙哥湖的發掘地。
- 2018年：法國爆發大規模「黃背心示威」，抗議艾曼紐·馬克宏政府增加燃油稅，示威者穿上黃色反光背心，在該國二千多個地方阻塞道路，官方統計指共28萬3千人參與，並有一名薩瓦省的女示威者被車撞斃。

## 出生

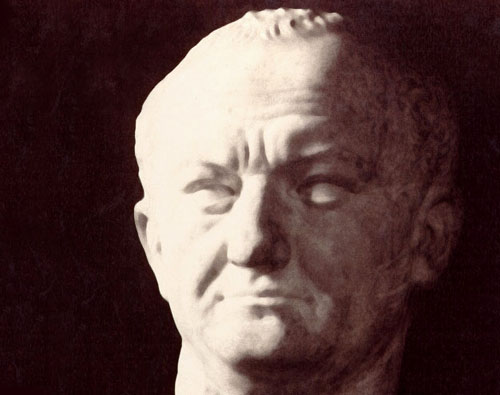
維斯帕先的胸像

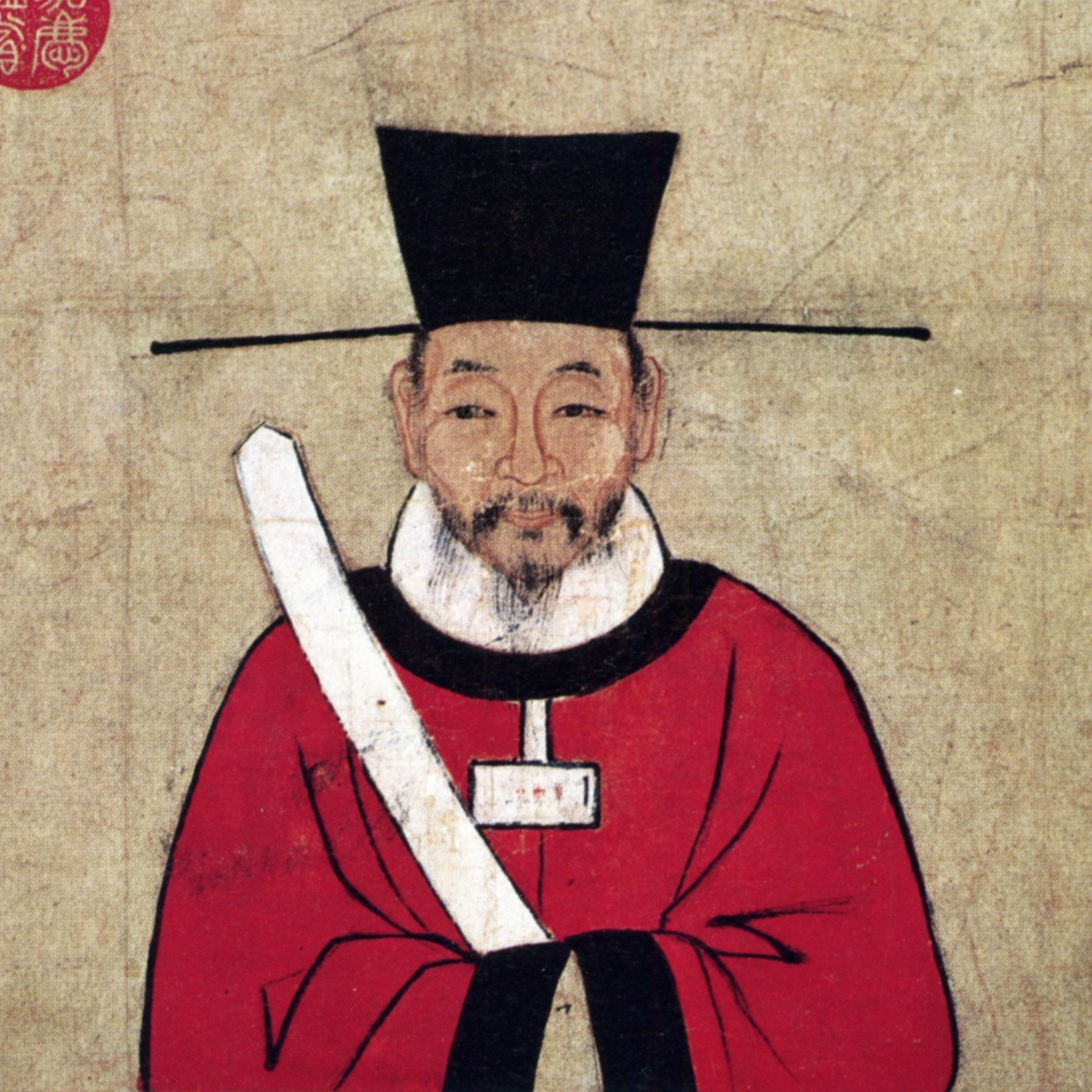
司馬光

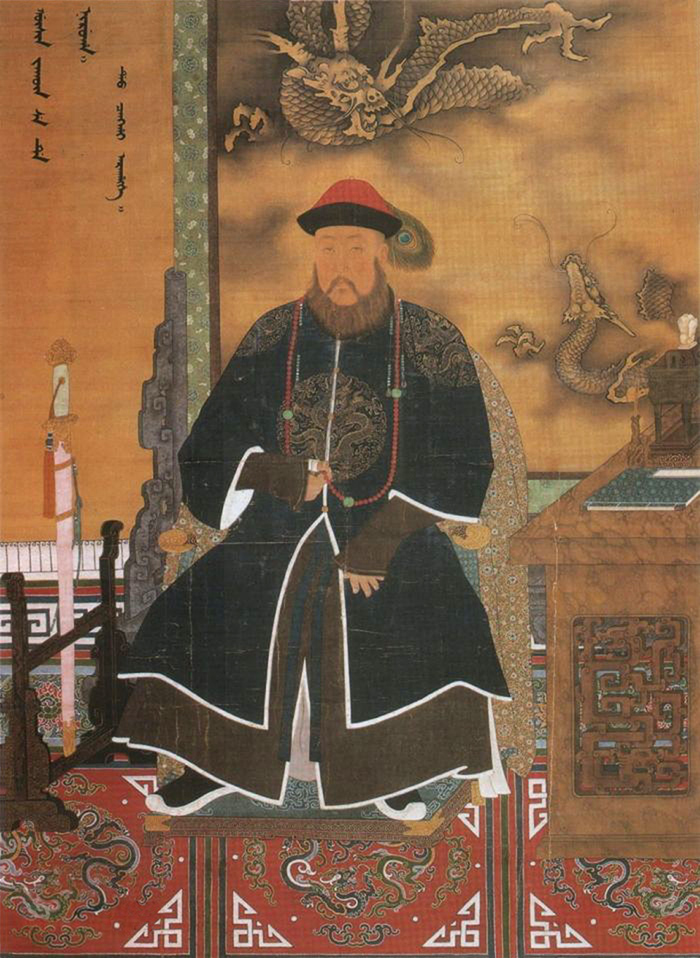
攝政王多爾袞像

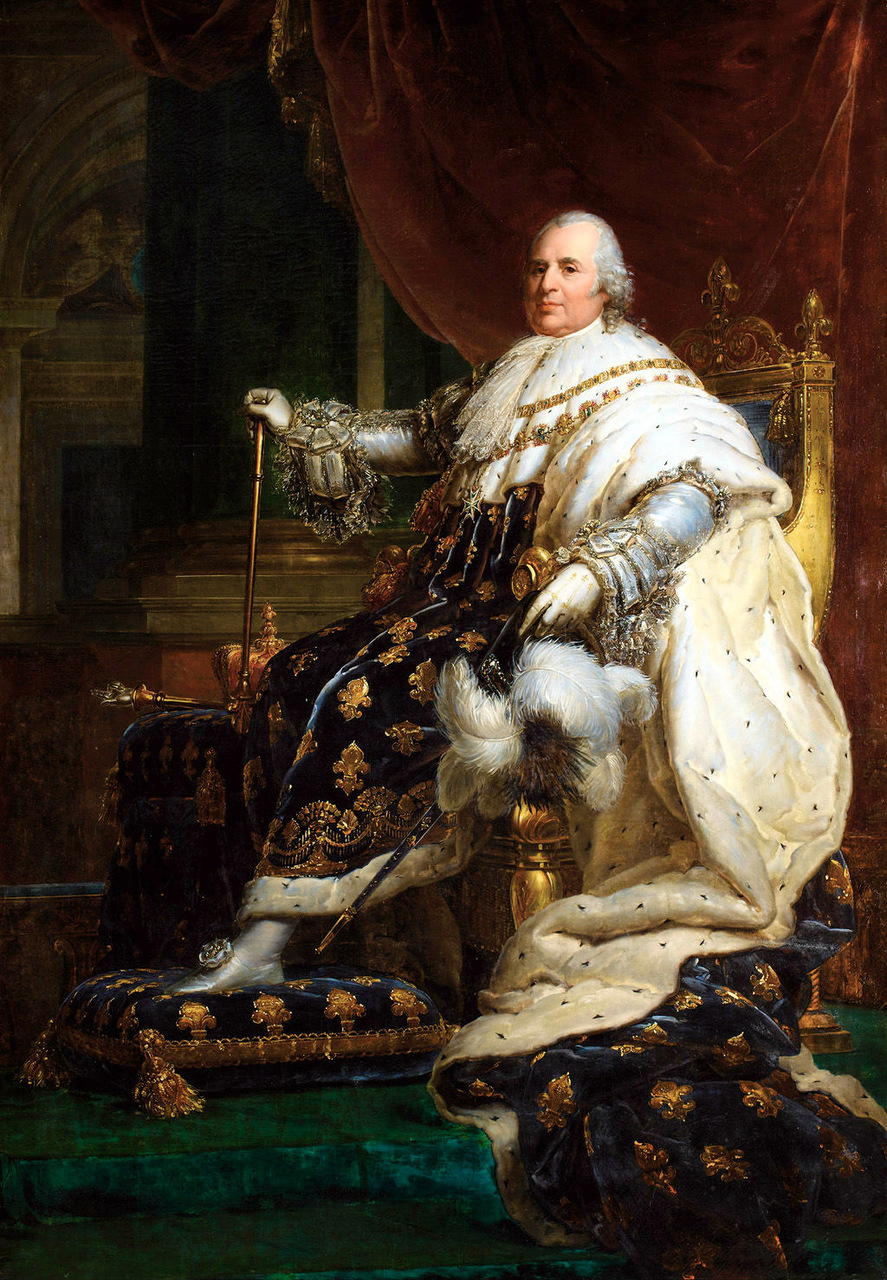
路易十八的加冕肖像。

- 9年：，羅馬皇帝（79年逝世）
- 1019年：司馬光，北宋史学家（1086年逝世）
- 1503年：布龙齐诺，義大利畫家（1572年逝世）
- 1587年：约斯特·范·登·冯德尔，荷蘭詩人、劇作家（1679年逝世）
- 1612年：多爾袞，清朝攝政王（1650年逝世）
- 1729年：瑪麗亞·安東妮婭·費迪南達，撒丁王國王后（1785年逝世）
- 1749年：尼古拉·阿佩爾 ，法國糖果糕點師傅，氣密式食物保存法發明人（1841年逝世）
- 1755年：路易十八，法蘭西國王（1824年逝世）
- 1765年：艾蒂安·麦克唐纳，法國元帥（1840年逝世）
- 1790年：奥古斯特·莫比乌斯，德國數學家和天文學家，拓撲學先驅、莫比乌斯带發現者（1868年逝世）
- 1818年：埃米爾·杜布瓦-雷蒙，德國內科醫生、生理學家（1896年逝世）
- 1828年：容闳，中国近代史上首位留美学生（1912年逝世）
- 1845年：霍亨索倫-錫格馬林根的瑪麗，比利时王妃（1912年逝世）
- 1851年：明成皇后，朝鮮王后（1895年逝世）
- 1854年：路易·赫伯特·利奥泰，法國元帥（1934年逝世）
- 1866年：伏爾泰琳·克蕾，美國女性無政府主義者（1912年逝世）
- 1876年：奧古斯特·桑德，德國攝影師，被譽為「德國人性的見證者」（1964年逝世）
- 1887年：伯納德·蒙哥馬利，英國前帝國總参謀長、陸軍元帥（1976年逝世）
- 1895年：章伯钧，中国农工民主党创始人之一（1969年逝世）
- 1895年：米哈伊爾·巴赫汀，俄國文學理論、文學批評理論家（1975年逝世）
- 1896年：利維·維谷斯基，蘇聯心理學家（1934年逝世）
- 1902年：尤金·维格纳，匈牙利、美國物理學家，1963年諾貝爾物理學獎得主（1995年逝世）
- 1904年：野口勇，美國雕塑藝術家（1988年逝世）
- 1905年：阿斯特里德，比利时王后（1935年逝世）
- 1906年：本田宗一郎，日本汽車工程師，本田技研工業株式會社創始人（1991年逝世）
- 1921年：盧園，臺灣教師，二二八事件受難者（1947年逝世）
- 1922年：斯坦利·科恩，美國生物化學家，1986年諾貝爾生理學或醫學獎得主（2020年逝世）
- 1923年：阿里斯蒂德斯·佩雷拉，維德角共和國第一任總統（2011年逝世）
- 1925年：洛克·哈德森，美國電影、電視演員（1985年逝世）
- 1929年：納谷悟朗，日本配音員、演員、導演（2013年逝世）
- 1932年：王永志，中国航天工程技术人员（2024年逝世）
- 1934年：吉姆·英霍夫，美國政治人物，曾任奧克拉荷馬州聯邦參議員（2024年逝世）
- 1938年：吴仪，中国政治家
- 1942年：康克由，紅色高棉殺戮場負責人（2020年逝世）
- 1942年：乔榛，中国配音员
- 1942年：，美國電影導演
- 1943年：張照堂，臺灣攝影家（2024年逝世）
- 1944年：丹尼·德维托，義大利裔美國喜劇演員、導演、製片
- 1944年：雷姆·库哈斯，荷蘭建築師
- 1945年：胡燕妮，香港女演員
- 1945年：埃尔文·海耶斯，前美國NBA籃球運動員
- 1945年：阿卜杜勒-马吉德·塔布纳，阿尔及利亚政治人物，現任阿爾及利亞總統
- 1948年：叶延滨，中国诗人
- 1949年：安原義人，日本演員、配音員、旁白
- 1949年：約翰·博納，美國眾議院議長
- 1949年：阮晉勇，越南總理
- 1950年：張婉婷，香港電影導演
- 1952年：張炳良，香港政界人物
- 1952年：西里爾·拉馬福薩，南非政治人物，現任南非總統
- 1960年：魯保羅，美國演員、變裝皇后、創作歌手、模特兒、詞曲作家
- 1962年：娜仁花，中國女演員
- 1964年：羅致政，臺灣政治人物
- 1964年：蘇珊·賴斯，第27任美國常駐联合國代表
- 1966年：傑夫·巴克利，美國創作歌手、吉他手（1997年逝世）
- 1966年：蘇菲·瑪索，法國女演員
- 1967年：陳加玲，香港女演員
- 1967年：王美雪，台灣演員
- 1968年：李彥宏，中國百度公司創建者
- 1969年：唐文龍，香港男演員
- 1969年：置鮎龍太郎，日本男性聲優
- 1969年：讓-米歇爾·塞弗，比利時男子乒乓球運動員
- 1970年：城島茂，日本男子偶像團體TOKIO成員
- 1971年：李臻，香港新聞記者
- 1972年：海俊傑，香港男演員、歌手
- 1973年：董卿，中國中央電視臺主持人
- 1973年：貝恩德·施奈德，退役德國足球運動員
- 1973年：阿列克谢·乌曼诺夫，俄羅斯花式溜冰運動員
- 1975年：尹孫河，韓國女演員
- 1978年：唐志中，台灣男藝人
- 1978年：瑞秋·麥亞當斯，加拿大女演員
- 1980年：陳鴻碩，香港男歌手、演員
- 1980年：铃木美妃，日本演員
- 1981年：金東炫，韓國綜合格鬥家
- 1982年：小早川怜子，日本AV女優
- 1983年：克里斯托弗·鲍里尼，美國奇幻小說作家
- 1983年：莱恩·布劳恩，美國職棒大聯盟外野手
- 1983年：尼克·馬卡克斯，美國職棒大聯盟右外野手
- 1983年：卡特日娜·埃蒙斯，捷克射击手
- 1984年：岑麗香，香港女藝人
- 1984年：詹健兒，香港女配音員
- 1984年：葉山郁美，日本女性聲優
- 1984年：朴韓星，韓國女演員
- 1986年：，葡萄牙足球運動員
- 1986年：金成帝，韓國男歌手
- 1987年：茨乃，日本插畫家
- 1987年：，英國足球運動員
- 1988年：曾之喬，台灣女演員
- 1988年：Eric Nam，韓國男歌手
- 1990年：吳安儀，香港女桌球運動員
- 1993年：孫政，新加坡男藝人
- 1995年：林卓宇，中國作家
- 1997年：金有謙，韓國男子偶像團體GOT7成員
- 1999年：郝富申，中國男演員
- 生年不詳：濱路晶，日本女性漫畫家
- 生年不詳：三浦千幸，日本女性聲優
- 生年不詳：夏谷美希，日本女性聲優

## 逝世

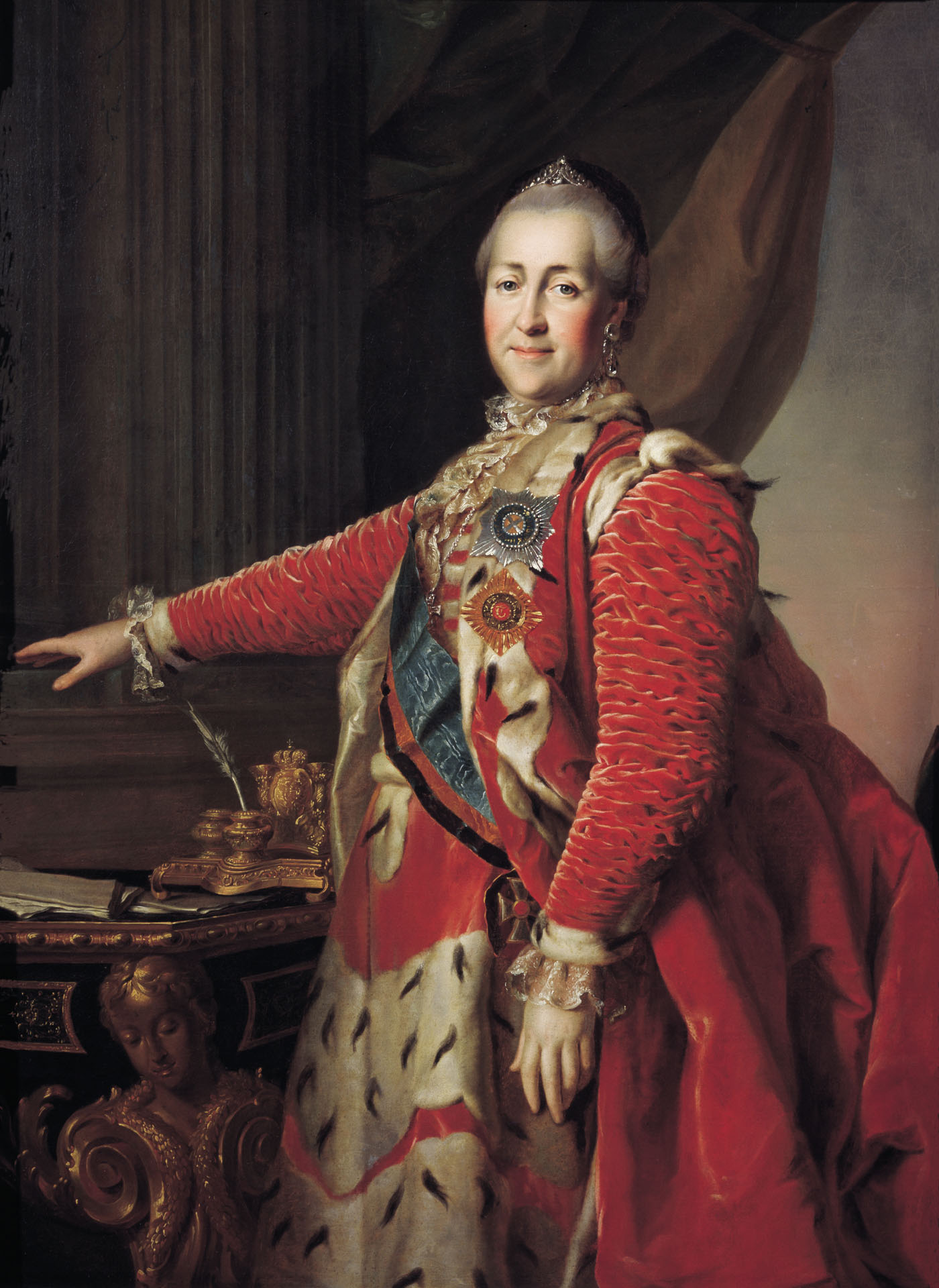
葉卡捷琳娜二世

- 375年：瓦伦提尼安一世，西罗马皇帝（321年出生）
- 594年：都爾的額我略，法国主教（538年出生）
- 641年：舒明天皇，日本第34代天皇（593年出生）
- 935年：王延鈞，五代十国时期闽国皇帝（生年不详）
- 935年：陳金鳳，五代十国时期闽国皇后（894年出生）
- 1231年：聖麗莎，图林根夫人（1207年出生）
- 1492年：拉赫曼·雅米，波斯学者及诗人（1414年出生）
- 1494年：喬瓦尼·米蘭多拉，意大利哲学家（1463年出生）
- 1558年：雷吉纳尔德·博勒，英国主教（1500年出生）
- 1558年：瑪麗一世，英格蘭和愛爾蘭女王（1516年出生）
- 1562年：安托萬·德·波旁，法国公爵（1518年出生）
- 1592年：约翰三世，瑞典国王（1537年出生）
- 1600年：九鬼嘉隆，日本大名（1542年出生）
- 1624年：雅各·波墨，德国哲学家（1575年出生）
- 1632年：戈特弗里德·冯·帕本海姆，神圣罗马帝国元帅（1594年出生）
- 1768年：托马斯·佩勒姆-霍利斯，英國政治人物，曾任英國首相（1693年出生）
- 1796年：叶卡捷琳娜二世，俄羅斯女皇（1729年出生）
- 1818年：梅克倫堡-施特雷利茨的夏綠蒂，英國王后（1744年出生）
- 1856年：二宮尊德，日本江戶時代後期農政家、思想家（1787年出生）
- 1858年：罗伯特·欧文，英国空想社会主义者
- 1917年：奧古斯特·羅丹，法國雕塑家（1840年出生）
- 1929年：赫爾曼·何樂禮，德裔美國統計學家、發明家（1860年出生）
- 1945年：张载阳，中国军事及政治人物（1874年出生）
- 1955年：赫爾穆特·魏德林，納粹德國陸軍將領（1891年出生）
- 1958年：谷山丰，日本数学家（1927年出生）
- 1972年：賓臣，有利銀行香港經理、英皇御准香港賽馬會主席（1896年出生）
- 1980年：大衛·馬爾，英國神經科學家、心理學家（1945年出生）
- 1990年：羅伯特·霍夫施塔特，美國物理學家，1961年諾貝爾物理學獎得主（1915年出生）
- 1992年：奧德雷·洛德，美國作家、女權主義者、圖書管理員、民權活動家（1934年出生）
- 1992年：路遥，中國當代作家（1949年出生）
- 1997年：高天民，中華民國罪犯（1960年出生）
- 2002年：趙重勳，韓進集團主席及創辦人、被譽為韓國「運輸業之父」
- 2003年：袁晓园，中国第一位女外交官、女税务官，也是语言文字学家和书画家（1901年出生）
- 2004年：亚历山大·拉古林，俄罗斯冰球运动员（1941年出生）
- 2006年：费伦茨·普斯卡什，匈牙利足球运动员。（1927年出生）
- 2006年：薄·辛巴克勒，美国橄榄球教练（1929年出生）
- 2008年：范振钰，中国相声艺术家（1927年出生）
- 2010年：伊莎貝爾·卡洛，法國女模特兒（1982年出生）
- 2013年：多麗絲·萊辛，英國女作家，2007年諾貝爾文學獎得主（1919年出生）
- 2014年：纳谷六朗，日本声优（1932年出生）
- 2017年：漢斯-海因里希·沃伊特，德國天文學家（1921年出生）
- 2018年：程开甲，中国核武器技术专家（1918年出生）
- 2019年：单亦和，中国政治人物（1944年出生）
- 2021年：孫道存，台灣企業家，太平洋電線電纜公司總經理及台灣大哥大創辦人（1949年出生）
- 2021年：安東尼奧·萊亞爾·拉夫林，智利社會學家、政治人物（1950年出生）
- 2022年：佛瑞德·布魯克斯，美國軟體工程師（1931年出生）
- 2024年：貝爾納·查雷利，法國職業足球運動員（1934年出生）
- 2024年：高橋真琴，日本畫家、插畫家、漫畫家（1934年出生）
- 2024年：維克托·薩姆索諾夫，俄羅斯軍事人物（1941年出生）

## 节假日和习俗
- 世界学生节
- 世界早产日
- 世界食盐日
- 捷克、 斯洛伐克：为自由民主奋斗日
- 印度（奥里萨邦）：烈士纪念日
- 马绍尔群岛：总统节
- 中華民國：自來水節
- 阿根廷：抗争节（直译：「战斗节」）
- 義大利：黑貓節